# Untere Einzel
Untere Einzel (amtlich: Einzel (untere)) ist ein Gemeindeteil der Stadt Münchberg im Landkreis Hof (Oberfranken, Bayern). Untere Einzel liegt in der Gemarkung Meierhof bei Münchberg.

## Geografie
Die Einöde besteht aus zwei Anwesen. Haus Nr. 1 liegt an einem namenlosen rechten Zufluss der Selbitz und an einer Gemeindeverbindungsstraße, die nach Unfriedsdorf (1,3 km südlich) bzw. die Staatsstraße 2194 kreuzend nach Meierhof (1 km nördlich). Haus Nr. 2 liegt 300 Meter östlich an der St 2194.

## Geschichte
Von 1797 bis 1810 unterstand Untere Einzel – auch Einzel b.Meierhof genannt – dem Justiz- und Kammeramt Münchberg. Infolge des Ersten Gemeindeedikts wurde Untere Einzel dem 1812 gebildeten Steuerdistrikt Meierhof und der zugleich entstandenen die Ruralgemeinde Meierhof zugewiesen. Im Zuge der Gebietsreform in Bayern wurde Untere Einzel am 1. Mai 1978 nach Münchberg eingemeindet.

### Einwohnerentwicklung
| Jahr      | 1812  | 1861  | 1871   | 1885   | 1900   | 1925   | 1950   | 1961   | 1970   | 1987  |
| Einwohner | *     | 36    | 33     | 20     | 6      | 7      | 10     | 5      | 6      | 5     |
| Häuser    | *     |       |        | 3      | 1      | 1      | 1      | 1      |        | 1     |
| Quelle    | [ 6 ] | [ 9 ] | [ 10 ] | [ 11 ] | [ 12 ] | [ 13 ] | [ 14 ] | [ 15 ] | [ 16 ] | [ 1 ] |

## Religion
Untere Einzel ist bis heute nach St. Peter und Paul (Münchberg) gepfarrt und evangelisch-lutherisch geprägt.